# Pierre Henry
Pour les articles homonymes, voir Henry et Pierre Henry (homonymie).
Pierre Henry est un compositeur français de musique concrète, de musique expérimentale, de musique bruitiste et de musique électroacoustique. Il est né le 9 décembre 1927 à Paris et mort le 5 juillet 2017 dans la même ville,. Si Pierre Schaeffer est le père théorique de la musique concrète, Pierre Henry en est le père artistique.
Considéré comme l'un des pères de la musique électroacoustique, il est connu pour le morceau Psyché Rock de la suite de danses Messe pour le temps présent. Ce morceau, plus accessible au grand public de par sa partie instrumentale rock, n'est toutefois pas le plus représentatif de son œuvre.

## Biographie

### Enfance et formation musicale

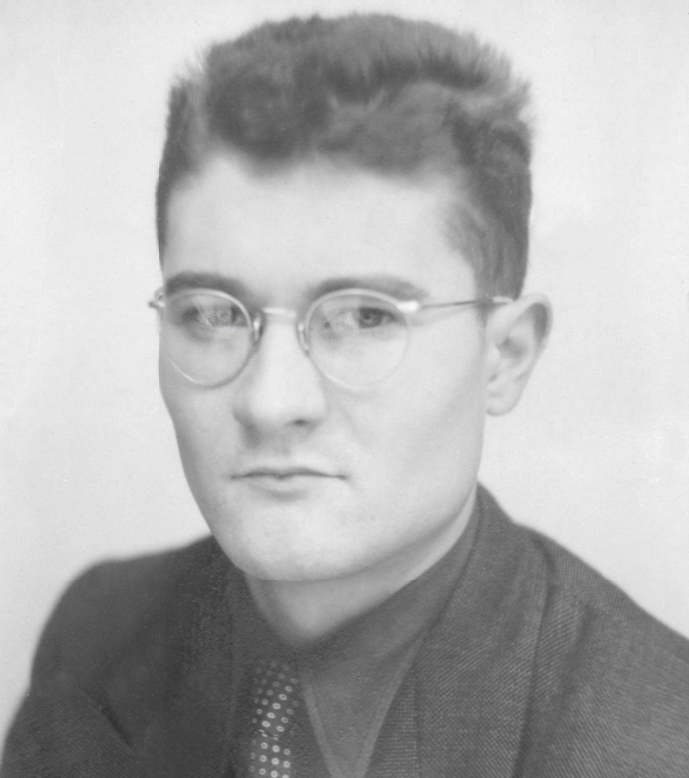
Pierre Henry en 1952. Photo d'identité (Sacem).

Après une enfance passée à la campagne, Pierre Henry entre au Conservatoire de Paris à l'âge de 10 ans (en 1937), pour y faire des études de percussions (classe de Félix Passerone) et d'écriture (Olivier Messiaen). Il  suit également l'enseignement de Nadia Boulanger et devient un très bon pianiste.

### Schaeffer et le GRMC
C'est en 1946 qu'il rencontre Pierre Schaeffer dans les studios de la Radiodiffusion-télévision française (RTF), dans ce qui s'appelle alors le Club d'essai. C'est à la suite de la création d'une bande son pour un film traitant de l'invisible que Pierre Henry est invité par Pierre Schaeffer à venir auditionner. De cette rencontre va naître Symphonie pour un homme seul (1950), œuvre fondatrice de la musique concrète. Une amitié va naître de cette rencontre, et Pierre Henry est embauché dans les studios de la RTF ; il devient chef des travaux du Groupe de recherche sur les musiques concrètes (GRMC) fondé en 1951, rebaptisé GRM en 1958. C'est en 1953, au Festival de Donaueschingen, qu'est donné Orphée, le premier opéra "concret" écrit par Pierre Schaeffer et Pierre Henry en 1951, dont il tira Voile d'Orphée.

### L'indépendance
En 1958, à la suite de désaccords personnels, administratifs et esthétiques, Pierre Henry quitte les studios de la RTF. Il crée la même année le premier studio d'enregistrement indépendant en France, APSOME (Applications de Procédés Sonores en Musique Electroacoustique). Ce studio privé consacré aux musiques électroacoustiques, essentiellement équipé de matériel professionnel provenant d'Allemagne, est dans un premier temps situé rue Cardinet, puis, à partir de 1966, dans le quartier Saint-Germain-des-Prés à Paris.
En 1982, il crée  un second studio de recherche musicale, Son/Ré. Ce studio, situé dans une ruelle du douzième arrondissement de Paris, obtient le soutien du ministère de la Culture dès 1982, et celui de la Ville de Paris en 1990.

### Collaboration avec Maurice Béjart

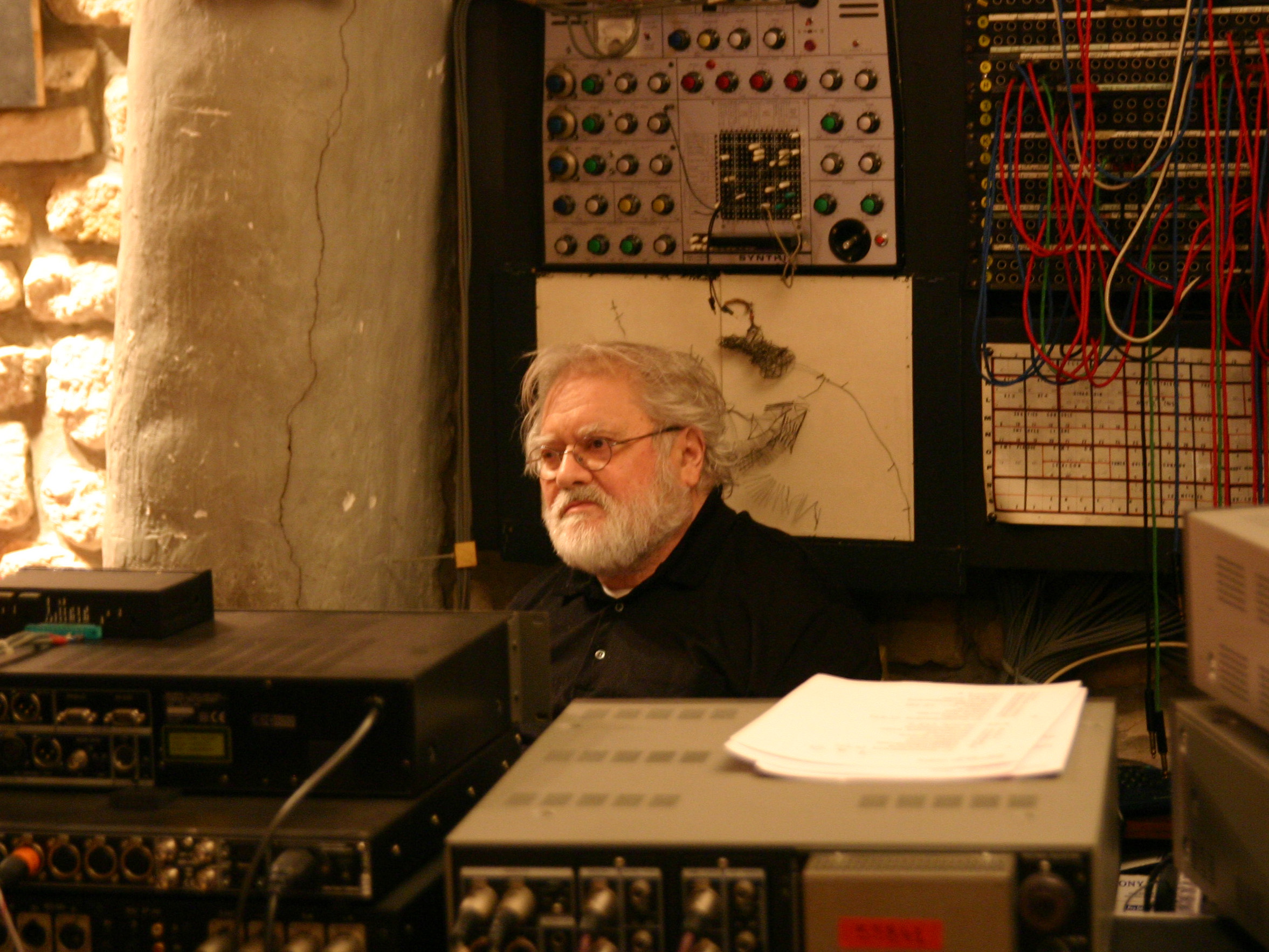
Pierre Henry dans son « laboratoire », chez lui, en 2008.

À la fin de l'année 1949 débute la collaboration entre Pierre Henry et le chorégraphe Maurice Béjart. C'est dans le cadre de cette collaboration que Pierre Henry réalise son œuvre la plus connue du grand public : Messe pour le temps présent (qu'il a coécrite avec Michel Colombier), comprenant le célèbre Psyché Rock. Ce morceau a, entre autres, influencé le générique de Futurama, série américaine. La première de la Messe pour le temps présent, ballet de Maurice Béjart, a lieu au festival d'Avignon, en 1967.
En 1975, avec la complicité de Bernard Bonnier, Pierre Henry monte Futuristie, manifestation sonore et visuelle en hommage à Luigi Russolo et à son manifeste L'Art des bruits. Trois représentations ont lieu les 16, 17 et 18 octobre, au Palais de Chaillot. Aux créations sonores de Pierre Henry s'ajoutent une création cinématographique de Monika et Bernd Hollmann ainsi que la performance du récitant Alain Louafi.
Il a créé des œuvres acoustiques marquantes, telles Voyage (d'après le Livre des Morts tibétain), la Messe de Liverpool, l’Apocalypse de Jean, les Fragments pour Artaud, ou encore la Tour de Babel.
En 1997, pour les soixante-dix ans du compositeur, sort la compilation Métamorphose : Messe pour le temps présent, regroupant des remixage par des artistes de musique électronique tels que Fatboy Slim, Coldcut, Saint Germain ou encore Dimitri From Paris.
En 2007, Pierre Henry décide de confier la totalité de ses œuvres à la Bibliothèque nationale de France.
En 2022, Jean-Michel Jarre lui dédie son album Oxymore.

## Sa musique
« Pierre Henry, à mi-chemin de l'attitude des compositeurs et de celle de Pierre Schaeffer sur le plan de la méthode, a su trouver un langage tout à la fois personnel et composite. »

— Jean-Étienne Marie, Encyclopédie de la Pléiade, Histoire de la Musique II du XVIIIe siècle à nos jours, Éditions Gallimard, Paris, 1963, chap. Musique Électronique, Expérimentale et Concrète, p.1448

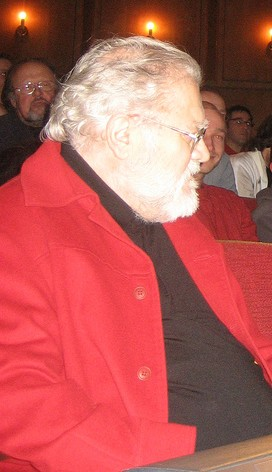
Pierre Henry en 2008 en musique classique.

On ne connaît pas beaucoup d'influences à la musique de Pierre Henry, hormis ses maîtres Nadia Boulanger, Olivier Messiaen et Félix Passeronne ; il évoque parfois des opéras de Richard Wagner, ou les bandes son des débuts du cinéma parlant. Pierre Henry préfère citer, comme références, des sons élémentaires comme l’orage, le vent, le train, les animaux, les souvenirs sonores de son enfance.

En avril 1950, il rédige un court manifeste intitulé : Pour penser à une nouvelle musique, dans lequel il décrit sa conception de la musique et ce vers quoi elle doit tendre : 

« Il faut prendre immédiatement une direction qui mène à l'organique pur. À ce point de vue, la musique a été beaucoup moins loin que la poésie ou la peinture. Elle n'a pas encore osé se détruire elle-même pour vivre. Pour vivre plus fort comme le fait tout phénomène vraiment vivant. »

Dans son Journal de mes sons, Pierre Henry se distingue, non sans humour, des compositeurs au sens classique du terme : 

« Les compositeurs travaillent avec des sons à tout faire, l’équivalent des notes de musique. Moi, je n’ai pas de notes. Je n’ai jamais aimé les notes. Il me faut des qualités, des rapports, des formes, des actions, des personnages, des matières, des unités, des mouvements. /…/ C’est insuffisant, les notes. Ça n’est rien. Ça se perd. C’est bête. On ne peut pas travailler avec les notes. Les notes, c’est bon pour les compositeurs. »

## Œuvre
- Symphonie pour un homme seul (1949-50) (de Pierre Schaeffer en collaboration avec Pierre Henry, chorégraphiée par Maurice Béjart en 1955).
- Concerto des ambiguïtés (1950)
- Orphée (1951-53), opéra expérimental (de Pierre Schaeffer en collaboration avec Pierre Henry, chorégraphié par Maurice Béjart).
- Microphones bien tempérés (1950-52)
- Musique sans titre (1951)
- Voile d'Orphée (1953), d'après l'opéra Orphée
- Spatiodynamisme (1954)
- La Reine Verte (1959), ballet de Maurice Béjart.
- Spirale (1955)
- Haut voltage (1956), ballet de Maurice Béjart.
- Coexistence (1958)
- Investigations (1959), ballet de Maurice Béjart.
- Entité (1959)
- La Noire à soixante (1961)
- Le Voyage, d'après Le livre des morts tibétain (1962).
- Variations pour une porte et un soupir (1963), ballet.
- Les 4 coffrets vinyles des Evangiles de Pierre Henry. Traduction : Charles Augrain, Musique : Pierre Henry, avec les voix de Michel Bouquet (voix du Christ), Gabriel Cattand et Catherine Sellers. Réalisation 1963/64 de l'office Catholique du disque - Pastorale et Musique.
  - L'évangile selon Saint Mathieu : Format 4 x Vinyles, LP (date 1963)
  - L'évangile selon Saint Marc : Format 3 x Vinyles, LP (date 1963)
  - L'évangile selon Saint Luc : Format 5 x Vinyles, LP (date 1963)
  - L'évangile selon Saint Jean : Format 4 x Vinyles, LP (date 1964)
- Messe pour le temps présent (1967), en collaboration avec Michel Colombier, commande de Maurice Béjart.
- Messe de Liverpool (1967-70)
- Apocalypse de Jean (inspiré par l'Apocalypse de Jean) (2 volumes 1968 1970).
- Ceremony (1969) (en collaboration avec Spooky Tooth, groupe rock britannique)
- Fragments pour Artaud (1970)
- Gymkhana (1970)
- 2e Symphonie pour 16 groupes de haut-parleurs (1972)
- Machine-Danse (1973)
- Prisme (1973).
- Futuristie I (1975), spectacle musical électroacoustique en hommage à Luigi Russolo.
- Dieu, d'après l'œuvre de Victor Hugo (1977)
- Dixième symphonie, hommage à Ludwig van Beethoven (1979).
- Les Noces chymiques, rituel féerique en 12 journées (1980).
- Pierres réfléchies d'après Roger Caillois (1982)
- Paradis perdu créé avec Urban Sax (1982)
- La Ville (1984)
- Hugosymphonie, Les 4 éléments, spectacle en quatre parties (1985)
- La Dixième Symphonie De Beethoven (1986)
- Le Livre des morts égyptien (1986-88, Paris, Musée du Louvre, 1990), commande de l'Ircam.
- Les Chants de Maldoror, œuvre radiophonique, avec la voix de Cécile Violet, diffusé sur France Musique en 1993.
- L'Homme à la caméra, dix-huit musiques pour le film[21].
- Notations sur La Fontaine, œuvre radiophonique, diffusé sur France Culture en 1995.
- Intérieur / Extérieur (1997)
- Une tour de Babel (1998)
- Remix de la Dixième Symphonie (1998)
- Le grand mix apparitions concertées, Confort Moderne, 2000
- Phrases de quatuor (2000)
- Dracula (2003), (œuvre basée sur la Tétralogie de Richard Wagner).
- Labyrinthe! Expédition Sonore En Dix Séquences (2003)
- Voyage Initiatique (2005)
- Orphée dévoilé (2005)
- Annonces sonores du tramway de Mulhouse (2006)
- Deux coups de sonnette, avec la voix de Laure Limongi (2006)
- Objectif Terre (2007)
- Utopia (2007) à la saline royale d'Arc-et-Senans
- Un monde lacéré (2008), dédié à Jacques Villeglé
- Le fil de la Vie (2012)
- Continuo ou Vision d'un futur (2016), commande de la Philharmonie de Paris
- Annonces sonores Tramway de Mulhouse (2017)

## Décorations et prix
Prix et décorations obtenu par Pierre Henry,
- Commandeur de la Légion d'honneur
- Officier de l'ordre national du Mérite
- Commandeur de l'ordre des Arts et des Lettres ; officier en 1981
- Grand Prix national de la Musique (1985)
- Grand Prix SACEM (1987)
- Grand Prix de l'Académie Charles-Cros (1970)
- Grand Prix de l'Académie du Disque (1966)
- Prix des Universités de France
- Grand Prix de la Ville de Paris (1995)
- Grand Prix de la SACD (1996)
- Hommage des Victoires de la musique 1998 pour l'ensemble de sa carrière
- Qwartz d’honneur en 2005
- Prix du président de la République de l'Académie Charles-Cros 2005 pour l’ensemble de son œuvre
- Prix Karl-Sczuka 1997

## Publications
- Journal de mes sons : Suivi de préfaces et manifestes, Arles, Actes Sud, coll. « un endroit où aller », 2004, 114 p. (ISBN 2-7427-4943-8).
- L'ABCFINOPRSTV, non é c. 1984. (Bibliothèque CDMC)
- « Pour penser à une nouvelle musique », 1947 In Journal de mes sons suivi de Préfaces et manifestes, Actes sud, 2004. (Bibliothèque CDMC)

## Entretiens
- Pierre Henry - Le son, la nuit : entretiens avec Franck Mallet, Philharmonie de Paris, coll. « La Rue musicale », 2017, 160 p. (ISBN 979-10-94642-25-2).

#### Ouvrages d'analyse
- Martine Cadieu, A l'écoute des compositeurs, "Pierre Henry, le voyage intérieur", Paris, Minerve, 1998.
- Michel Chion, Pierre Henry, Paris, Fayard, 2003, 279 p. (ISBN 2-213-61757-0).
- Françoise Escal, « Les mots et les sons : entretien avec Pierre Henry in Musique et littérature. », Revue des Sciences Humaines, no 205,‎ 1987, p. 145-153
- Philippe Robert, Musiques Expérimentales, une anthologie transversale d'enregistrements emblématiques, Marseille, Le Mot et le Reste & GRIM, 2007, 393 p. (ISBN 978-2-915378-46-7), « Pierre Henry », p. 73 à 76
- (en) Larry Sitsky, Music of the Twentieth-century Avant-garde: A Biocritical Sourcebook, Westport (CT), Greenwood Publishing Group, 2002 (ISBN 9780313296895, lire en ligne), chap. Pierre Schaeffer and Pierre Henry, p. 432 à 445.tu ne sais pas quoi faire va sur xvideo

### Vidéographie
- Éric Darmon et Franck Mallet, Pierre Henry ou l'art des sons, France, 52 min, ARTE France, Mémoire magnétique, 2006 (lire en ligne)
- Véronique Mouysset, FAIDIVERTISSIMO, France, 26 min, Heure Exquise ! France, 2005 (lire en ligne)